# Hirsutella
Genre
Synonymes
- Hirsutella Pat., 1892[1]
- Mahevia Lagarde, 1917[1]
- Trichosterigma Petch, 1923[1]
- Troglobiomyces Pacioni, 1980[1]

Hirsutella est un genre de champignons ascomycètes de la famille des Ophiocordycipitaceae. Il s'agit de la forme anamorphe, c'est-à-dire à reproduction asexuée. La forme téléomorphe des Hirsutella, c'est-à-dire à reproduction sexuée, appartient aux genres Cordyceps et Torrubiella.
Les espèces de ce genre parasitent certains insectes tels Leptodirus hochenwartii et Parapropus sericeus, ainsi que certains nématodes et acariens comme Abacarus hystrix. Elles représentent ainsi un intérêt en tant qu'agent de lutte biologique contre des ravageurs agricoles.

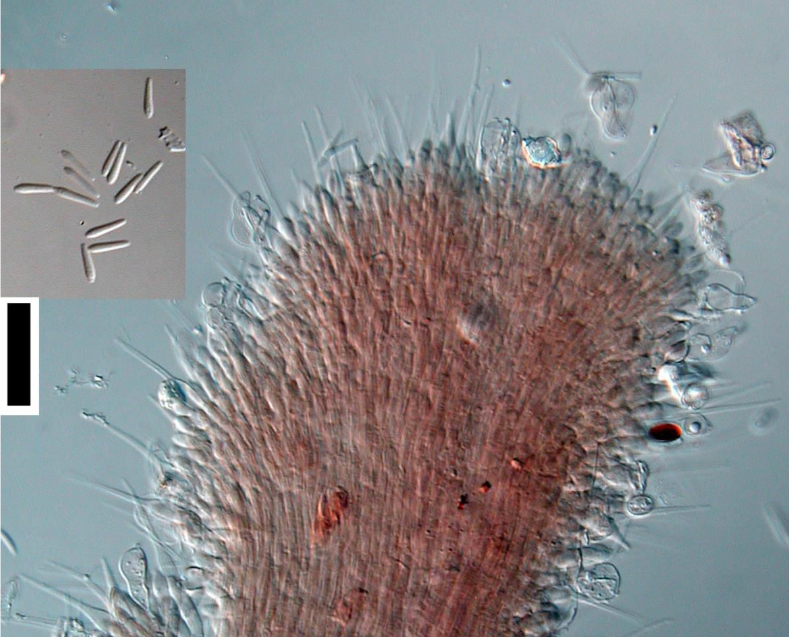
Hirsutella sp.

## Ensemble des espèces
Liste des espèces selon MycoBank (11 mai 2022) :
- Hirsutella abietina (Höhn.) Petch, 1931
- Hirsutella acerosa H.C. Evans & Samson, 1984
- Hirsutella acridiorum Petch, 1932
- Hirsutella aphidis Petch, 1936
- Hirsutella arachnophila (Petch) Petch, 1924
- Hirsutella asiae Koval, 1976
- Hirsutella atewensis Samson, H.C. Evans & Hoekstra, 1982
- Hirsutella barberi (Giard) Petch, 1937
- Hirsutella besseyi F.E. Fisher, 1950
- Hirsutella brownorum Minter & B.L. Brady, 1980
- Hirsutella changbeisanensis Z.Q. Liang, 1991
- Hirsutella changbeishanensis Z.Q. Liang, 2017
- Hirsutella citriformis Speare, 1920
- Hirsutella clavispora (Petch) Petch, 1924
- Hirsutella coccidiicola Kobayasi & Shimizu, 1978
- Hirsutella confragosa Mains, 1949
- Hirsutella crinita Z.Q. Liang, 2006
- Hirsutella cryptosclerotium Fern.-García, H.C. Evans & Samson, 1990
- Hirsutella danubiensis Balazy, Mietk., Tkaczuk, Wegenst. & Wrzosek, 2008
- Hirsutella darwinii H.C. Evans & Samson, 1982
- Hirsutella dendritica Samson & H.C. Evans, 1991
- Hirsutella dipterigena Petch, 1937
- Hirsutella eleutheratorum (Nees) Petch, 1932
- Hirsutella entomophila Pat., 1892
- Hirsutella exoleta (Fr.) Petch, 1936
- Hirsutella flava X. Zou, J.J. Qu, Z.A. Chen & Z.Q. Liang, 2021
- Hirsutella floccosa (Berk. & Broome) Petch, 1932
- Hirsutella floccosa Speare, 1920
- Hirsutella formicarum Petch, 1935
- Hirsutella fusiformis Speare, 1920
- Hirsutella gigantea Petch, 1937
- Hirsutella gracilis (Desm. & Berk.) Pat., 1892
- Hirsutella graptopsaltriae (Kobayasi) H.C. Evans & Samson, 1982
- Hirsutella gregis Minter, B.L. Brady & R.A. Hall, 1983
- Hirsutella guignardii (Maheu) Samson, Rombach & Seifert, 1984
- Hirsutella guyana Minter & B.L. Brady, 1980
- Hirsutella haptospora Balazy & J. Wisn., 1986
- Hirsutella heteroderae R. Schneid., 1980
- Hirsutella heteropoda C.R. Li, Ming J. Chen, M.Z. Fan & Z.Z. Li, 2006
- Hirsutella hongheensis D.P. Wei & K.D. Hyde, 2020
- Hirsutella huangshanensis C.R. Li, M.Z. Fan & Z.Z. Li, 2005
- Hirsutella hunanensis Z.Q. Liang, 2006
- Hirsutella illustris Minter & B.L. Brady, 1980
- Hirsutella jonesii (Speare) H.C. Evans & Samson, 1982
- Hirsutella kirchneri (O. Rostr.) Minter, B.L. Brady & R.A. Hall, 1983
- Hirsutella kobayasii N. Vongvanich, P. Kittakoop, M. Isaka, S. Trakulnaleamsai, S. Vimuttipong, M. Tanticharoen & Y. Thebtaranonth, 2002
- Hirsutella kuankuoshuiensis X. Zou, J.J. Qu & Z.Q. Liang, 2021
- Hirsutella lecaniicola (Jaap) Petch, 1933
- Hirsutella leizhouensis H.M. Fang & S.M. Tan, 1992
- Hirsutella liberiana Mains, 1949
- Hirsutella liboensis X. Zou, A.Y. Liu & Z.Q. Liang, 2010
- Hirsutella longicolla Strongman, E.S. Eveleigh & Royama, 1990
- Hirsutella longissima C.R. Li, M.Z. Fan, B. Huang & Z.Z. Li, 2001
- Hirsutella minnesotensis Sen Y. Chen, Xing Z. Liu & F.J. Chen, 2000
- Hirsutella necatrix Minter, B.L. Brady & R.A. Hall, 1983
- Hirsutella neovolkiana Kobayasi, 1941
- Hirsutella nivea Hywel-Jones, 1997
- Hirsutella nodulosa Petch, 1926
- Hirsutella nutans Kobayasi, 1949
- Hirsutella ovalispora H.C. Evans & Samson, 1982
- Hirsutella parasitica (Henn.) Samson & H.C. Evans, 1991
- Hirsutella patouillardii Koval, 1976
- Hirsutella petchabunensis Hywel-Jones, Goos & E.B.G. Jones, 1998
- Hirsutella pichilinguensis H.C. Evans & Samson, 1986
- Hirsutella piligena Bourdot & Galzin, 1928
- Hirsutella polycolluta Z.Q. Liang, 1991
- Hirsutella proturicola Kurihara, Shirouzu, Tokum. & Haray., 2009
- Hirsutella radiata Petch, 1935
- Hirsutella ramosa Mains, 1949
- Hirsutella rhossiliensis Minter & B.L. Brady, 1980
- Hirsutella robertsii H. Yu & Z.H. Chen, 2015
- Hirsutella rostrata Balazy & J. Wisn., 1986
- Hirsutella rubripunctata Samson, H.C. Evans & Hoekstra, 1982
- Hirsutella satumaensis Aoki, 1957
- Hirsutella saussurei (Cooke) Speare, 1920
- Hirsutella setosa (Peck) Pat., 1892
- Hirsutella shennongjiaensis X. Zou, J.X. Zhou, Z.Q. Liang & Y.F. Han, 2016
- Hirsutella sinensis X.J. Liu, Y.L. Guo, Y.X. Yu & W. Zeng, 1989
- Hirsutella sphaerospora H.C. Evans & Samson, 1982
- Hirsutella sphecophila (Ditmar) Van Vooren, 2005
- Hirsutella sporodochialis H.C. Evans & Samson, 1984
- Hirsutella stilbelliformis H.C. Evans & Samson, 1982
- Hirsutella strigosa Petch, 1939
- Hirsutella stylophora Mains, 1952
- Hirsutella subramanianii Samson & H.C. Evans, 1985
- Hirsutella subulata Petch, 1932
- Hirsutella surinamensis (W. Voss) Speare, 1920
- Hirsutella thompsonii F.E. Fisher, 1950
- Hirsutella tortricicola X. Zou, Y.M. Zhou & Z.Q. Liang, 2016
- Hirsutella tunicata Ciancio, Colagiero & Rosso, 2013
- Hirsutella tydeicola Samson & C.W. McCoy, 1982
- Hirsutella uncinata Seifert & H. Boulay, 2004
- Hirsutella vandergeestii Balazy, Mietk., Tkaczuk, Wegenst. & Wrzosek, 2008
- Hirsutella vermicola M.C. Xiang & Xing Z. Liu, 2006
- Hirsutella versicolor Petch, 1932
- Hirsutella verticillioides Charles, 1937
- Hirsutella volkiana Kobayasi, 1941
- Hirsutella zhangjiajiensis Z.Q. Liang & A.Y. Liu, 2006